# Atomic Knight
El Caballero Atómico o los Caballeros Atómicos es uno o varios superhéroes ficticios publicados por la editorial estadounidense DC Comics. Como persona individual, fue brevemente miembro del equipo de Los Outsiders. A veces se le ha representado como una de un supergrupo de héroes conocidos como los Caballeros Atómicos, apareciendo por primera vez en Strange Adventures #117 (junio de 1960) y sus historias fueron trimestrales inicialmente, luego sus historias pasaron a ser mensuales desde el número Strange Adventures #160 (enero de 1964).

## Biografía de la Publicación
Los Caballeros Atómicos aparecieron por primera vez en cada tercer número de Strange Adventures a principios de 1960, comenzando con el #117 (junio de 1960) y hasta el #160 (enero de 1964). En total, había 15 caballeros atómicos diferentes a principios de los años 1960, las historias de los Caballeros Atómicos fueron creadas por el escritor John Broome y el artista Murphy Anderson; en las que los describían como un grupo de héroes que viven en y para proteger un futuro posapocalíptico que se dio en el año de 1992 (futuro en el que describían hechos que en ese entonces describían como la representación en dicha época como el mundo del mañana).

### Sinopsis
Después de una III Guerra Mundial catastrófica causada por una serie de explosiones de bombas de hidrógeno en 1986 (una referencia a la guerra nuclear), un pequeño tirano había surgido entre las cenizas llamado el Barón Negro, gobernaba una pequeña sección del medio oeste americano con puño de hierro. Quien se opuso a su mandato, fue el sargento Gardner Grayle y los Caballeros Atómicos, que llevaban unas armaduras medievales que eran impenetrables a las armas de rayos del barón, armaduras que fueron irradiadas por radiactividad en la guerra, y que las volvió inmunes a cualquier tipo de arma. Los otros caballeros eran los gemelos Wayne y Hollis Hobard, el doctor Bryndon Smith, el último científico dejó la Tierra, los hermanos Douglas y Marene Herald. Los 15 Caballeros Atómicos que contaron sus historias en el cómic Strange Adventures tuvieron lugar en un tiempo real (tres meses por lo general pasaban entre los acontecimientos de cada historia, así como en el mundo real eran sus respectivas publicaciones) y por lo general trataban sobre la recuperación de los sobrevivientes humanos en un mundo posapocalíptico, y que como Caballeros buscaban defenderse de amenazas y sobre el intento de reconstruir la civilización en una zona alrededor de su base de origen en Durvale; estos a su vez también se las arreglaron para viajar a las futuras ruinas de Los Ángeles, Detroit, Nueva Orleans, Nueva York y Washington D. C..
El concepto de los Caballeros Atómicos posteriormente permaneció inactivo durante más de una década, hasta que Cary Bates los utilizó como estrellas invitadas en la serie de mediados de 1970, Hércules Unbound, empezando en el #10 (de abril y mayo de 1977). Entre las series Hercules, Kamandi, y los Caballeros Atómicos, todos ellos co-habitaban el mismo universo de cómics, aquel en el que el Gran Desastre había tenido lugar (aquellas referencias al entonces futuro que describía el año 1986 se hicieron cada vez menos frecuentes a medida que se acercaba la fecha en la realidad). Todo el gran concepto sobre los Desastres ya había sido declarado fuera de la continuidad en el actual Universo DC, aunque una de los Post-52 Tierras alternas (Tierra-17) se describió como el mundo del Gran Desastre. En el cómic DC Comics Presents # 57' intentó crear el primer Retcon de los Caballeros Atómicos, al 'revelar' que el sueño de Gardner Grayle vivió en las aventuras pasadas solo se dieron en un estado de animación suspendida (como por ejemplo en la que sueña con Superman en la que intenta evitar que Grayle cause la guerra nuclear). Esta historia no se sostuvo para ser canon en relación con loa acontecimientos de la Tierra del Gran Desastre, y se ha hecho poca referencia a él después de su publicación.
Las 15 historias de los Caballeros Atómicos se reimprimieron en Strange Adventures # 217-231. En 2010 DC la recopiló en un tomo-volumen único de tapa dura; sus apariciones en Hércules Unbound y DC Comics Presents no fueron incluidas.

### Biografía del Atomic Knight Gardner Grayle

#### Biografía Temprana del Personaje
En la Tierra-1, Gardner Grayle era un sargento en el ejército. Su pelotón era el pelotón infame #13 y su símbolo era un caballero. Febrilmente fue opositor a la guerra nuclear, y Grayle se ofreció como voluntario para un experimento de realidad virtual para ver cómo reaccionaría la gente a un mundo posterior a una guerra atómica. En este experimento, Grayle cree que las aventuras de los Caballeros Atómicos eran tan solo un sueño. Después de salir del experimento, Gardner Grayle fue a los Laboratorios S.T.A.R. para colocarse un traje de batalla y se declaró como un caballero de brillante armadura moderna, convirtiéndose brevemente en el segundo Shining Knight y sirvió con los Siete Soldados de la Victoria.
Después de una carrera medianamente exitosa como superhéroe, Grayle tomó un trabajo en los laboratorios S.T.A.R. Cuando recibió una premonición de la diosa Cassandra, Grayle procedió a utilizar su nuevo conocimiento técnico para construir su armadura atómica. Luego participó en la Crisis en las Tierras Infinitas como uno de los héroes olvidados que se comunicaron con Darkseid para conseguir su ayuda contra el Antimonitor.
Después de este suceso, aparecería en Los Outsiders (vol. 1), un equipo al que se unió hasta su disolución. Los Outsiders haría más tarde una reforma en su formación (en el vol. 2), pero estos fueron considerados fugitivos después de ser marcados por la masacre de un pueblo en el reino Markov (país de origen del Outsider Geo-Force). Al principio se cazó el equipo hasta que cayeran, pero fueron absueltos al reconocer su inocencia y fueron capaces de limpiar sus nombres con el resto del mundo. También ayudó a los Outsiders al combatir una infestación vampírica de la nación clandestina de Abyssia. Con los Outsiders, también se enamoró de su compañera Outsider Windfall y fueron vistos juntos en la boda de Geo-Force.
Más allá de su poderosa y tecnológica armadura, el caballero atómico Gardner también tenía el poder de ver el futuro.

#### Un Año Después
En la serie de Cost-Crisis Infinita,  Consecuencias de la Crisis Infinita: La Batalla por Blüdhaven, Gardner Grayle es el líder de una banda underground de nuevos Caballeros Atómicos que operan dentro de la ciudad destruida de Blüdhaven, trabajando con una organización llamada la Mesa Redonda, para ayudar a los ciudadanos acosados por la organización conocida como S.H.A.D.E. y un nuevo Barón Negro (ex proxeneta y traficante de drogas que ganó poderes metahumanos después de la destrucción Blüdhaven y luego es derrotado por el golem conocido como Monolite). Según dichos acontecimientos, ahora había aproximadamente 125 Caballeros Atómicos, siendo Grayle, Marene, Doug Herald, Bryndon, Wayne y Hollis Hobard (basados en el grupo original de la década de 1960) como los principales comandantes de los Caballeros Atómicos, en los que los muestran haciéndose pasar como refugiados con ayuda de tecnología de camuflaje avanzada, y el uso de una armadura con numerosos poderes, incluyendo la capacidad de registrar y analizar datos complejos y disparar potentes explosiones balísticas y nucleares. Al final de la serie, el capitán Atom borra los restos de Blüdhaven, abriendo paso a la salida de los operarios de S.H.A.D.E. Después de esto, los caballeros se le ven entrar en un misterioso entorno subterráneo exuberante a través de un búnker llamado el Comando-D, que recuerda un poco a su acceso al mundo post-nuclear de su encarnación original. El Comando-D es el búnker en el que Kamandi y su abuelo, OMAC original, vivían.

#### Crisis Final
En el segundo número de la serie Crisis Final, Dan Turpin viaja a los restos de Blüdhaven, y ve brevemente a los Caballeros Atómicos, cabalgando sobre unos perros gigantes genéticamente modificados en las ruinas de la ciudad . Después, este visita el búnker del Comando-D.
En el tercer número de la serie, los Caballeros acompañan a la Mujer Maravilla en la ciudad, donde van en contra de una malvada Mary Marvel que ha tenido modificaciones tecnológicas en su cuerpo al ser aumentada por su tecnología, que corta a Marene Herald por la mitad. En el cuarto número de Crisis Final, los Caballeros Atómicos que forman parte de la Fuerza de Ataque en Blüdhaven son finalmente asesinados en batalla, cuando las fuerzas de Darkseid mostraron su poder en Blüdhaven.

## Otras versiones
- En la maxi-serie fuera de continuidad Justicia, el Atom de dicha serie lleva una armadura que se asemeja al Caballero Atómico de Tierra 1.

### Tierra-17 Pre-Crisis/Post Crisis infinita
- En la serie 52, la existencia de un nuevo Multiverso fue revelado. Estas tierras resultan ser las copias de la Nueva Tierra (Hoy conocida como Tierra Prime post-Flashpoint) creadas al final de la Crisis Infinita, y cuando resultan siendo modificadas por Mr. Mind al tratar de comperselas, una de ellas en una versión de Tierra-17, la residencia de una versión de los Caballeros Atómicos y su versión de un futuro posapocalíptico. En dicha Tierra-17 fue descubierta gracias a que Rip Hunter la estudió, y quedó fuertemente alterada por Mr. Mind en su forma evolucionada de mega-insecto, y sus efectos sobre la Tierra la han convertido en una copia aparente de la versión original de los Caballeros Atómicos, la versión de sus historias originales.[3] Posteriormente, y basado en los comentarios de Grant Morrison, este universo alterno no es la configuración original de las historias de 1960.[6]

### Tierra-38 Pre Crisis Final
- En Cuenta Atrás Arena #2 (2007)[7] una versión alternativa del Capitán Atom aparece como líder de los Caballeros Atómicos de ese mundo.

## Publicaciones Recopiladas
- Los Caballeros Atómicos (Recopilación de Strange Adventures #117, 120, 123, 126, 129, 132, 135, 138, 141, 144, 147, 150, 153, 156 y 160) ISBN 978-1-4012-2748-7